# Юкале
 Юкале  — деревня в Альметьевском районе Татарстана. Входит в состав Старомихайловского сельского поселения.

## География
Находится в юго-восточной части Татарстана на расстоянии приблизительно 17 км по прямой на северо-восток от районного центра города Альметьевск у речки Холодная.

## История
Основана в 1923 году как деревня Зюкали переселенцами из деревень Дюсумово и Лешев-Тамак.

## Население
Постоянных жителей было: в 1926 — 62, в 1938 — 97, в 1949—128, в 1958 — 80, в 1970 — 76, в 1979 — 49, в 1989 — 36, в 2002 — 32 (татары 100 %), 41 в 2010.